# Hartal de 1953
El hartal de 1953 és el nom que rep la vaga organitzada a Ceilan (actual Sri Lanka) durant l'agost d'aquell any per protestar contra les mesures econòmiques del govern. És la primera acció de protesta contra un govern elegit de forma democràtica en aquell país i, per tant, ha esdevingut un símbol en la lluita obrera. A part de la vaga massiva, destaquen els aldarulls que tingueren lloc entre el 12 i 13 d'agost i que van interpretar-se com una revolta contra el govern, d'aquí el nom de "hartal", que al sud-est asiàtic significa desobediència civil amb acció directa. Un hartal s'usa com a mesura de pressió per forçar un canvi de política.

## Causes
Les eleccions de 1952 van donar el poder al partit oficialista UNP malgrat les protestes de l'oposició per irregularitats als comicis. Aquest govern va constituir-se en un període de crisi econòmica i va emprendre una sèrie de mesures per intentar alleugerir les seves despeses. Entre aquestes es trobava l'eliminació de diversos programes socials, l'augment del preu del sucre i del transports i la supressió del menjador escolar. Però la mesura que va fer esclatar la protesta fou l'eliminació del subsidi a un element bàsic en la dieta local com era l'arròs, que en conseqüència es va encarir fins al doble del preu anterior als petits comerços i va empobrir enormement els camperols.

## Esdeveniments
Els partits de l'oposició cridaren a una protesta massiva, però no tots ells donaven suport a una vaga general, que es va acabar imposant pel descontentament de la gent. Es van organitzar manifestacions i vagues sectorials, excepte en el sector sanitari, per les principals poblacions del país: Maharagama, Boralesgamuwa, Gangodawila, Kirillapone, Egoda Uyana, Katukurunda, Koralawella, Waskaduwa, Karandeniya, Dompe, Akurala, Totagamuwa, Hikkaduwa, i Rajgama.
Algunes de les marxes de protesta acabaren en enfrontaments violents amb la policia i crema de mobiliari urbà i autobusos. També se succeïren actes de sabotatge de vies fèrries, línies telefòniques i elèctriques i instal·lacions del govern. Es van col·locar barricades improvisades als carrers per evitar la circulació de vehicles i es va aturar la producció a la majoria de fàbriques. El govern va respondre amb càrregues policials contra els vaguistes que van provocar deu morts.

## Conseqüències
La conseqüència més immediata fou la declaració de l'estat d'emergència nacional, amb l'aplicació de la llei marcial i detencions massives. La vaga afeblí fortament el govern, a qui la població va acusar de no saber preveure els efectes d'una pujada d'un aliment bàsic i de respondre amb excessiva contundència als aldarulls. El ministre Dudley Senanayake va ser obligat a dimitir i per això va perdre les eleccions de 1956, quan va produir-se un auge dels partits d'esquerres. El hartal de 1953 va esdevenir des del moment un esdeveniment clau en l'imaginari polític dels socialistes, ja que va incrementar la seva popularitat i l'afiliació als sindicats per part dels treballadors.